# Via ferrata Vodní brána
Via ferrata Vodní brána se nachází na skalním masívu Vodní brána v oblasti přírodní rezervace Údolí Jizery v okrese Semily.

## Historie
Ferrata byla vybudována jako první v České republice na skalním masívu Vodní brána v údolí řeky Jizery v lokalitě Natura 2000 Údolí Jizery a Kamenice. Budování ferraty začalo v roce 2011 průzkumem terénu pro vytyčení zabezpečené trasy. V roce 2012 byl proveden botanický průzkum a předložen návrh Krajskému úřadu životního prostředí Libereckého kraje k vybudování zabezpečené trasy, které vydalo povolení ke zřízení dvou ferrat. V lednu 2013 byla zprovozněna červená ferrata a v březnu 2013 modrá. V roce 2018 byla zahájená příprava pro výstavbu třetí trasy. Po získání hodnocení EIA a finanční částky byla fialová ferrata otevřena v září 2019 v průběhu oslav 110. výročí Riegrovy stezky. Na výstavbě se podílely Lesy České republiky, na jejichž území se ferrata nachází, s Libereckým krajem, městem Semily, obcí Chuchelna a AC Adrenalin centrum. Ferratu provozuje sdružení Vodní brána z.s. a je zdarma veřejně přístupná po celý rok.

## Popis
Skalní masív je tvořen albitickou žulou (ortorulou), na kterém jsou vybudovány tři cvičné zabezpečené stezky s ocelovým lanem a umělými stupy. Výškový rozdíl je v rozmezí od 70 do 90 m se stupni obtížnosti B až E (dle rakouské klasifikace).
- Červená ferrata je jednosměrná s obtížnosti C+, je dlouhá 110 m s časem lezení 30 minut.[7]
- Modrá ferrata má obtížnost B. Je vedena po úbočí skalního masívu a je dlouhá 90 m s časem lezení asi 20 minut.[7]
- Fialová ferrata byla vybudována v roce 2019. Je nejnáročnější s převýšením 75 m a délkou 90 m s dobou lezení od 45 až 60 minut. Stupeň obtížnosti D/E.[6]

## Galerie

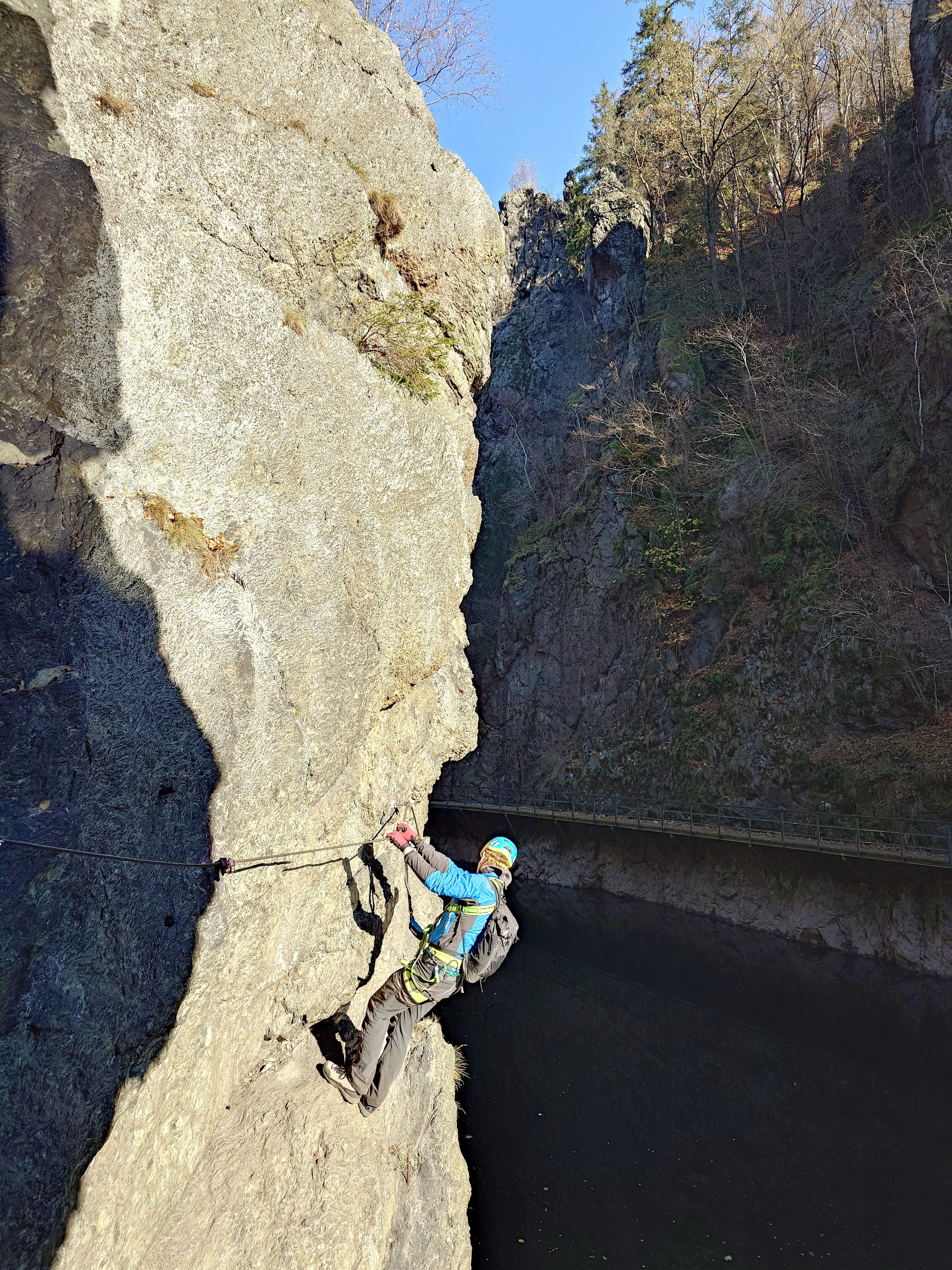
Úsek D+ na fialové trase
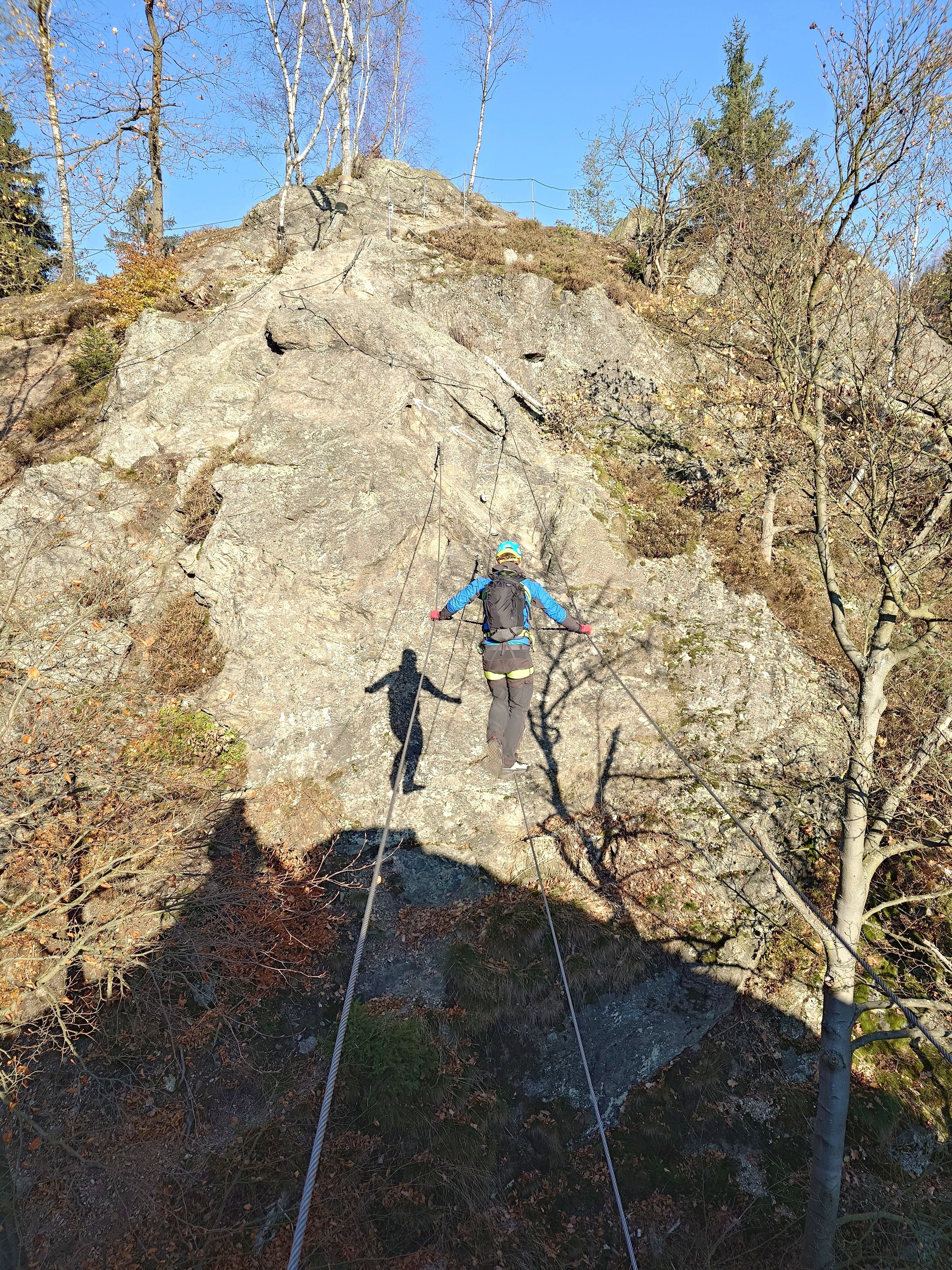
Lanový mostek
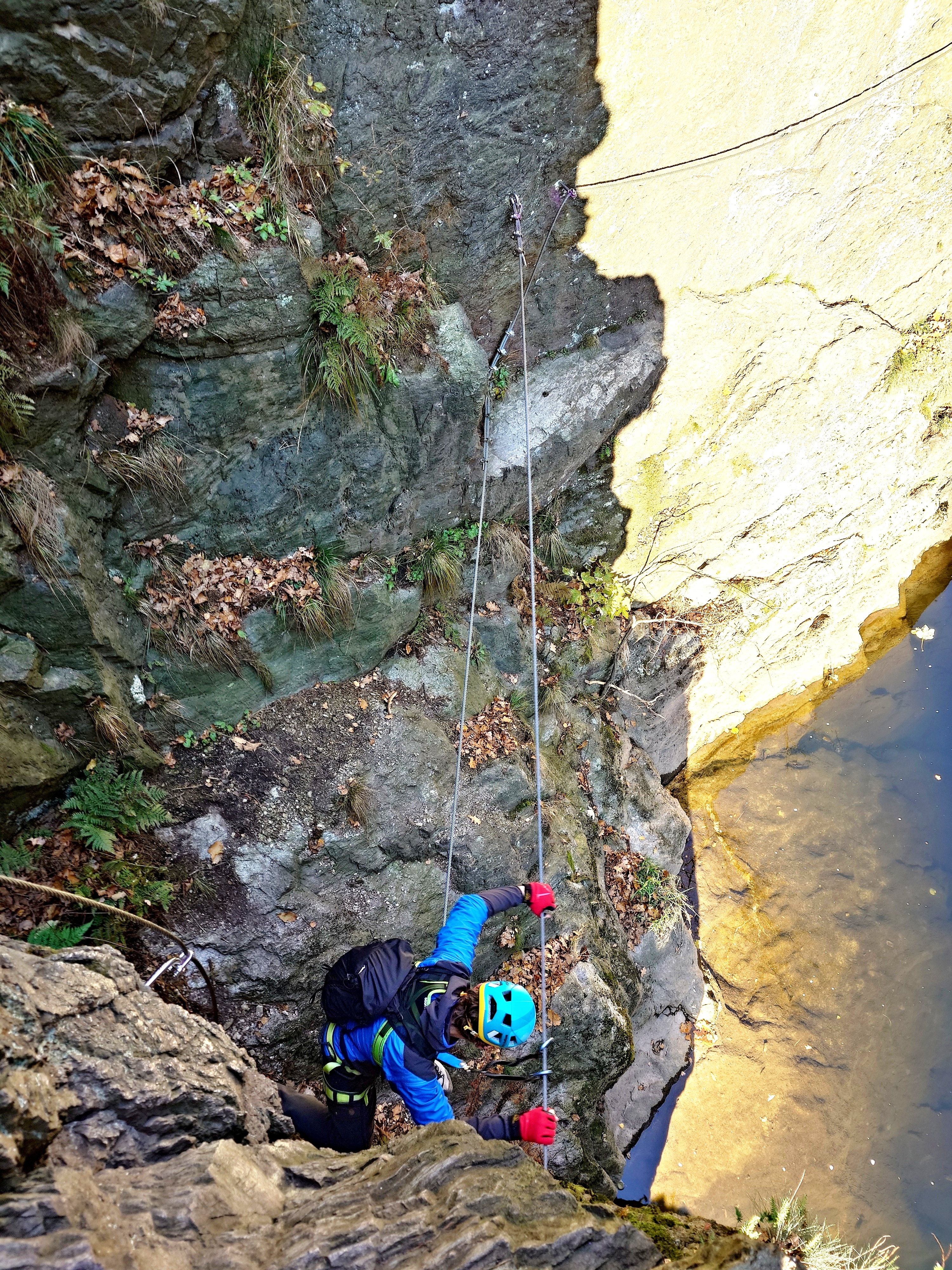
Jeden z lanových přelezů na fialové trase
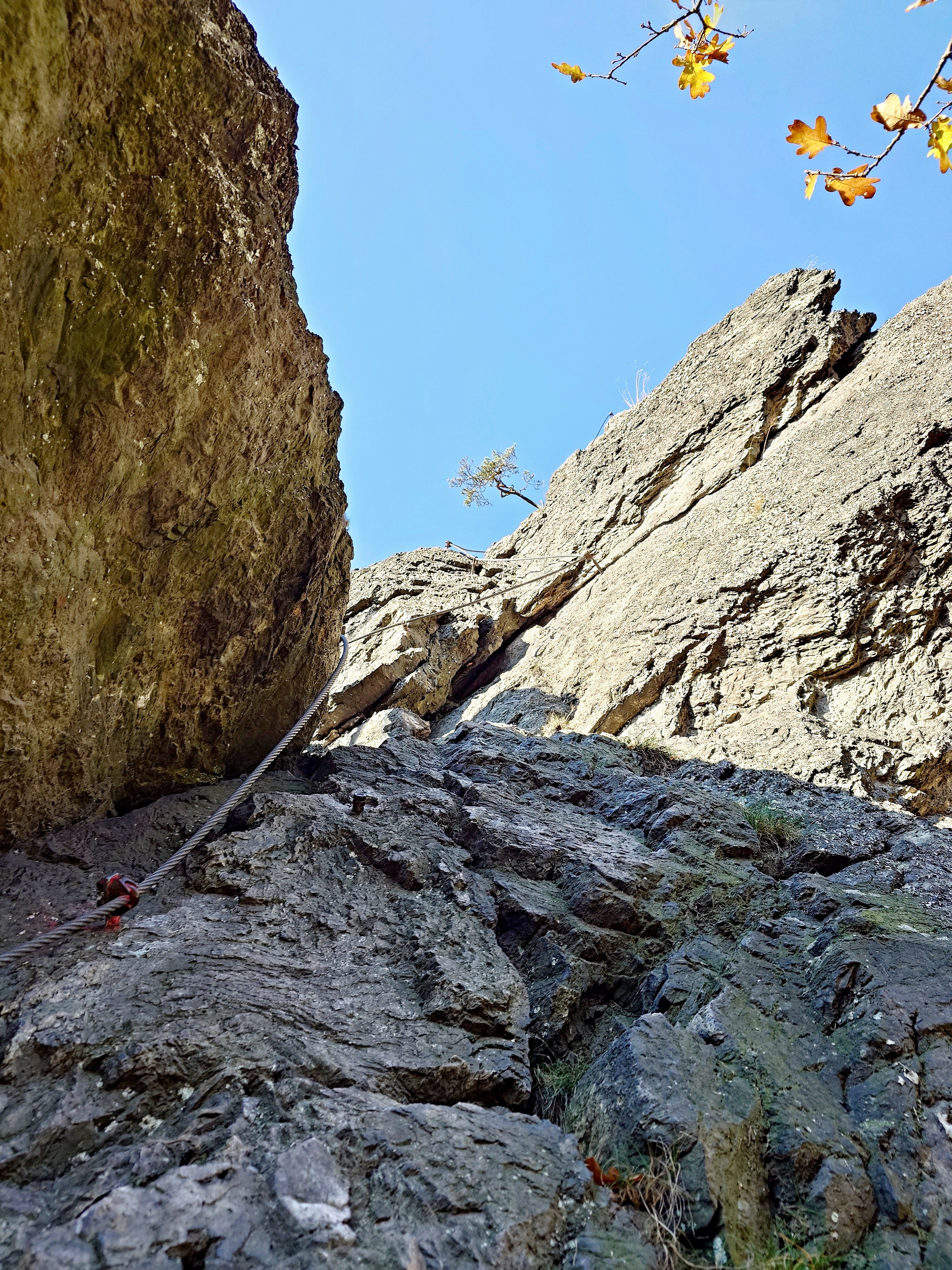
Červená ferrata na Vodní bráně